# Friedrich Jacobsen (Schriftsteller)
Friedrich Jacobsen (* 15. November 1853 in Emmelsbüll; † 1. Januar 1919 in Flensburg) war ein deutscher Schriftsteller und Jurist.

## Leben
Jacobsens Vater war Pastor in Emmelsbüll. Nach dem Abitur in Flensburg studierte Friedrich Jacobsen in Marburg zunächst Medizin, wechselte aber schnell zum Jura-Studium, das er mit der Promotion abschloss. Er war in Weimar, Schwarzburg-Sondershausen und in Erfurt als Richter tätig. Ab 1903 war Jacobsen Landgerichtsdirektor in Flensburg. 
Seine Erlebnisse als Richter verarbeitete Jacobsen in zahlreichen realitätsnahen Kriminal-Romanen. Andere Romane spielten im studentischen und im akademischen Milieu. Jacobsens Romane erschienen bei renommierten Verlagen und waren in ihrer Zeit viel gelesen. 
Jacobsen beging am 1. Januar 1919 Selbstmord.

## Veröffentlichungen
- Morituri te salutant: Roman. Wigand, Leipzig 1890.
- Nachtschatten: der Fall gegen "Unbekannt"; das Kreuz des Satans; die Grundmühle. Deutsche Verlagsanstalt, Stuttgart 1890.
- Falsche Propheten: socialer Roman. Wigand, Leipzig 1892.
- Im Weltwinkel: Roman. Velhagen & Klasing, Bielefeld & Leipzig 1897.
- Sturm. Schauspiel. Bühnen-Ms. Bloch, Berlin 1897.
- Elfe: Roman. Jena ca. 1898.
- Kreuz, wende dich: Roman. Wigand, Leipzig 1899.
- Du sollst nicht töten: Drama. Bloch, Berlin 1901.
- Niflheim: eine Romandichtung aus der friesischen Marsch. Velhagen & Klasing, Bielefeld & Leipzig 1904.
- Moor: Roman. Reclam, Leipzig ca. 1904.
- Bergfriede: Roman. A. Schall, Berlin 1905 (Veröffentlichungen des Vereins der Bücherfreunde; Jg. 15,1).
- Das Schweigen der Wände. Rheinische Union, Bonn 1905 (Victoria-Sammlung spannender und interessanter Erzählungen; 1).
- Die letzten Menschen. Wigand, Leipzig 1905.
- Sand: Roman. H. Hillger, Leipzig, Berlin 1906.
- Im Dienst: Roman. Velhagen & Klasing. Bielefeld & Leipzig 1907.
- Hans im Glück: Ein Studenten-Roman. Vobach, Wien 1908.
- Die Sünden der Väter: Roman. Schall, Berlin 1910 (Veröffentlichungen des Vereins der Bücherfreunde; Ser. 19,4).
- Das hohe Lied. Roman. Verein der Bücherfreunde, Berlin 1911 (Veröffentlichungen des Vereins der Bücherfreunde; Ser. 21,3 = Nr. 163).
- Im Rosengarten: Romandichtung. Verein der Bücherfreunde, Berlin 1912 (Veröffentlichungen des Vereins der Bücherfreunde; 22,2 = Nr. 170).
- Sporn und Kiel: Roman. Verein der Bücherfreunde, Berlin 1913 (Veröffentlichungen des Vereins der Bücherfreunde; 177).
- Du sollst nicht töten! Roman. Verein der Bücherfreunde, Berlin 1916 (Veröffentlichungen des Vereins der Bücherfreunde; 204).
- Zwei Seelen: Roman. Union, Stuttgart, Berlin, Leipzig 1916.
- Brennende Liebe: Sonnenkind. 2 Erzählungen. Hillger, Berlin, Leipzig 1917.
- Das Auge des Buddha: Roman. Otto Weber Verlag, Heilbronn 1919.
- Umnachtet: Roman. F. Moeser, Leipzig 1919.